# Сагимбаева, Томирис Мурзагуловна
Томирис Мурзагуловна Сагимбаева (каз. Томирис Мұрзағұлқызы Сагимбаева; род. 1 августа 2001, Актобе, Казахстан) — казахстанская волейболистка, либеро клуба «Берел» и сборной Казахстана.

## Биография
Волейбольная карьера Томирис началась в родном городе Актобе.
В возрасте 10 лет начала выступать на детских Республиканских турнирах, а со временем начала играть в дублерах клуба «Жетысу». Успехи Томирис не остались незамеченными и ее пригласили в основной состав талдыкорганской команды, где она провела три успешных сезона, занеся в свой актив немало командных наград. По решению тренера Тимура Максотовича перешла с позиции доигровщицы на позицию либеро.
В 2022 году она перешла в усть-каменогорский «Алтай» и уже в первом сезоне Томиирис стала чемпионом и обладателем кубка Казахстана по женскому волейболу.
Сезоном позже состоялся переход в другую команду города — «Берел», который является ее текущим клубом.
В 2020 году состоялся дебют Сагимбаевой в национальной сборной Казахстана. В её составе волейболистка приняла участие во многих международных соревнованиях.

### Клубная карьера
- 2019—2022 —  «Жетысу» (Талдыкорган);
- 2022—2023 —  «Алтай» (Усть-Каменогорск);
- с 2023 —  «Берел» (Усть-Каменогорск).

## Достижения

### Командные
«Жетысу»
- Чемпион Казахстана по волейболу среди женщин (1): 2019/2020.
- Серебряный призер Чемпионата Казахстана по волейболу среди женщин (2): 2020/2021, 2021/2022.
- Серебряный призер Кубка Казахстана (2): 2020/2021, 2021/2022.
- Бронзовый призер Кубка Казахстана (1): 2019/2020.
- Обладатель Суперкубка Казахстана (1): 2019/2020.
- Серебряный призер Суперкубка Казахстана (2): 2020/2021, 2021/2022.

«Алтай»
- Чемпион Казахстана по волейболу среди женщин (1): 2022/2023.
- Обладатель Кубка Казахстана (1): 2022/2023.

### Личные
- 2022: лучшая либеро Чемпионат Казахстана по волейболу среди женщин.